# Панич, Живота
Живота Панич (серб. Живота Панић; 3 ноября 1933, Горня-Црнишава — 19 ноября 2003, Белград) — югославский военачальник, генерал-полковник, последний союзный секретарь обороны СФРЮ и начальник генерального штаба Югославской народной армии.

## Биография
Родился в Горней-Црнишаве в сербской семье. Окончил танковую школу и начал службу в ЮНА, быстро продвигаясь по карьерной лестнице.
В начале хорватской войны тогда генерал-лейтенант Панич командовал первой военной областью, штаб которой располагался в Белграде. В сентябре 1991 года ему поручили командование операцией по взятию хорватского города Вуковар. Одной из главных проблем, с которой ему пришлось столкнуться, стала дезорганизация армии, вызванная распадом страны. Разделив силы северную и южную оперативные группы и наладив взаимодействие с добровольческими формированиями, Панич после трёхмесячных боёв добился успеха и взял город, к тому моменту фактически полностью разрушенный. В том же году досрочно получил звание генерал-полковника. Как один из командующих югославскими войсками в битве за Вуковар обвинялся хорватской стороной в военных преступлениях, но не предстал перед судом.
27 февраля 1992 года Панич получил посты союзного секретаря обороны и начальника генерального штаба, ранее также одновременно занимаемые Благое Аджичем. Однако пост союзного секретаря упразднился 20 мая того же года в связи с фактическим распадом федерации, и Панич возглавил штаб новой югославской армии. В этой должности генерал также столкнулся с проблемой «трансформации» армии из федеральной в фактически сербо-черногорскую. Усугубляли положение югославских войск и введённые 31 мая международные санкции.
Однако, пребывая на своём посту, Панич оказался замешанным в конфликт между сербским президентом Слободаном Милошевичем и тогдашним премьер-министром Югославии своим однофамильцем Миланом Паничем. Попытка сыграть против Милошевича, а также коррупционный скандал, связанный с сыном генерала Гораном Паничем, бизнес которого был связан со снабжением армии, стоил Животе Паничу карьеры. 26 августа он был отправлен в отставку.
Умер 19 ноября 2003 года в Белграде после долгой болезни в возрасте 70 лет.